# Forrest Gump
Forrest Gump je ameriški komični dramski film režiserja Roberta Zemeckisa iz leta 1994, ki je nastal po istoimenskem romanu Winstona Grooma iz leta 1986. V naslovni vlogi je zaigral Tom Hanks, druge glavne vloge pa so imeli še Robin Wright Penn, Gary Sinise, Mykelti Williamson in Sally Field.
Film spremlja izmišljeno življenjsko zgodbo podpovprečno inteligentnega, a svojim načelom zvestega in prikupnega Forresta Gumpa iz Alabame (Tom Hanks), ki skozi serijo neverjetnih naključij postane slaven in je udeležen v številnih ključnih dogodkih druge polovice 20. stoletja. Ti dogodki so ozadje Gumpove prvoosebne pripovedi o iskanju ljubezni in sreče, ki jo pripoveduje na avtobusni postaji naključnim mimoidočim.
Snemanje je potekalo leta 1993, večji del na lokacijah v Georgiji in Južni ter Severni Karolini. Protagonista so vključili v arhivske posnetke zgodovinskih dogodkov z obilno uporabo posebnih učinkov. Film je ob izidu doživel tako priznanje kritikov kot komercialni uspeh in je kot finančno najuspešnejši ameriški film leta ob predvajanju v kinematografih prinesel 677 milijonov dolarjev prihodkov. Nominiran je bil za številne nagrade, od katerih je prejel šest oskarjev (med njimi oskarja za najboljši film), tri zlate globuse in mnoge druge. Leta 2011 ga je Kongresna knjižnica ZDA kot »kulturno, zgodovinsko ali estetsko pomemben film« uvrstila v Narodni filmski register.

## Zgodba
Forrest Gump sedi na klopi v parku in pripoveduje svojo življenjsko zgodbo naključnim mimoidočim, ki sedejo na klop poleg njega.
Forrest se rodi v letu 1945 v podeželski hiši nekje v Alabami in živi sam z mamo. Žal pa je njegova inteligenca podpovprečna, poleg tega je zaradi težav s hrbtenico primoran nositi opornice za noge. Kljub nezadostni inteligenci njegova mati doseže, da je Forrest sprejet v normalno šolo, kjer pa postane tarča drugih otrok, ki se znašajo nad njim zaradi njegovih pomanjkljivosti. Spoprijatelji se z deklico Jenny, s katero preživi precej prostega časa.
Nekega dne v njihovi hiši prenoči mladenič, ki igra kitaro, Forrest pa z opornicami poskuša plesati. Kasneje se izkaže, da je mladenič Elvis Presley, ki je dosegel slavo s posnemanjem Forrestovih plesnih gibov. Ob priliki poskuša kljub opornicam pobegniti nasilnežem, ki se znašajo nad njim in odkrije, da je zelo hiter tekač. To mu prinese štipendijo na univerzi v Alabami, kjer nastopa kot igralec ameriškega nogometa in skupaj z ekipo doseže velike uspehe.
Po končani univerzi Forrest vstopi v ameriško vojsko, kjer dobi prijatelja po imenu Bubba. Ta prepriča Forresta, da bi se mu po koncu služenja pridružil pri lovu na rakce. Leta 1967 sta poslana v Vietnam, kjer njun vod pade v zasedo, Forrestu pa po zaslugi hitrega teka uspe rešiti veliko ranjenih tovarišev, med katerimi je tudi njegov poveljnik, poročnik Dan Taylor, ki izgubi obe nogi. Forrest je pri tem lažje ranjen, Bubba pa izgubi življenje.
Med okrevanjem Forrest odkrije talent za igranje namiznega tenisa in postane slaven igralec, ki na koncu igra celo proti Kitajcem in s tem prispeva k navezavi diplomatskih stikov med ZDA in Kitajsko. Po odpustitvi iz vojske se znajde na protivojnem zborovanju v Washingtonu, kjer ponovno sreča tudi Jenny, ki se je pridružila hipijem. Forresta kot vojnega heroja sprejme tudi predsednik Richard Nixon, med bivanjem v hotelu nasproti kompleksa Watergate pa po naključju opazi vlomilce in s tem sproži afero Watergate.
Po vrnitvi domov se Forrest loti izdelave loparjev za namizni tenis, s tem pa zasluži denar za ladjo za lov na rakce, s čimer izpolni obljubo svojemu vojnemu tovarišu Bubbi. Pridruži se mu Dan Taylor, vendar najprej njun posel ne prinese uspehov. Po hurikanu, ki uniči vse ostale ribiške ladje, Forrestova ladja ostane edina nepoškodovana, zato se močno poveča ulov. Ta položaj Forrest izkoristi za nakup flote ladij za lov na rakce, poročnik Taylor pa del prihodkov vloži v "sadjarsko podjetje" (za katerega se izkaže, da gre za Apple) in tako je Forrest finančno preskrbljen do konca življenja.
Konec 70. let Forresta obišče Jenny in on jo zaprosi za roko. Jenny to zavrne, vseeno pa noč preživita skupaj, nakar ga ona zapusti. Da bi pozabil nanjo, Forrest prične teči in na koncu v naslednjih treh letih večkrat preteče celotne ZDA, pri čemer doseže medijsko slavo. Opazi ga tudi Jenny in ga povabi k sebi. Tam Forrest ugotovi, da imata z Jenny sina in takrat se končno tudi poročita. Jenny pove, da je zbolela zaradi skrivnostnega virusa in leto po poroki umre. Na koncu Forrest in njegov sin, Forrest ml., čakata na šolski avtobus.